# Čínské sdružení pro demokratickou národní výstavbu
Čínské sdružení pro demokratickou národní výstavbu (CNDCA; čínsky v českém přepisu Čung-kuo min-ču ťien-kuo-chuej, pchin-jinem Zhōngguó Mínzhǔ Jiànguóhuì, znaky zjednodušené 中国民主建国会, tradiční 中國民主建國會) je jednou z osmi menších politických stran v Čínské lidové republice působící pod vedením Komunistické strany Číny. Bylo založeno v roce 1945, když se představitelé podnikatelů z kuomintangských regionů, především S’-čchuanu a členové Společnosti pro odborné vzdělávání odtrhli od Čínské demokratické ligy a založili samostatnou politickou stranu.
Koncem roku 2022 mělo Čínské sdružení pro demokratickou národní výstavbu přibližně 220 000 členů, převážně podnikatelů a kvalifikovaných odborníků pracujících ve výrobě, stavebnictví, finančnictví a obchodu. Ve Všečínském shromáždění lidových zástupců zvoleném roku 2023 má 44 poslanců (z 2977), v jeho stálém výboru 4 poslance (ze 175). V Čínském lidovém politickém poradním shromáždění má 65 zástupců (z 544 křesel přidělených politickým stranám).
Předsedou ústředního výboru Čínského sdružení pro demokratickou národní výstavbu je od roku 2017 Chao Ming-ťin. 

## Historie
V prosinci 1945 v Čchung-čchingu členové Společnosti pro odborné vzdělávání, zájmové organizace působící v rámci Čínské demokratické ligy, která chtěla zřídit odborné školy po celé Číně, a podnikatelé ze sdružení přemístěných podniků (totiž podniků přemístěných ze Šanghaje a jiných míst na východě Číny do S’-čchuanu, aby nepadly pod japonskou okupaci) se odtrhli od Čínské demokratické ligy, centristické koalice stojící mezi Kuomintangem a Komunistickou stranou Číny, a založili novou politickou stranu, Sdružení pro demokratickou výstavbu, později, roku 1952, přejmenovaného na Čínské sdružení pro demokratickou národní výstavbu.
Od vzniku Čínské lidové republiky roku 1949 se sdružení pod vedením komunistické strany přihlásilo k budování socialismu s čínskými rysy, resp. roku 1949 ke společnému politickému programu přijatému Čínském lidovém politickém poradním shromáždění. Podílí se na vládě, je zastoupeno v parlamentu (Všečínském shromáždění lidových zástupců) i Čínském lidovém politickém poradním shromáždění. První předseda sdružení Chuang Jen-pchej v letech 1949–1954 působil jako místopředseda státní administrativní rady ústřední lidové vlády Čínské lidové republiky a ministr lehkého průmyslu, po roce 1954 pracoval jako místopředseda stálého výboru Všečínského shromáždění lidových zástupců a místopředseda celostátního výboru Čínského lidového politického poradního shromáždění. I následující předsedové sdružení zpravidla zaujali pozici místopředsedy stálého výboru Všečínského shromáždění lidových zástupců. Během kulturní revoluce bylo sdružení nuceno přerušit činnost, po jejím skončení roku 1976 postupně obnovilo své aktivity.  

## Organizace a vedení
Nejvyšším orgánem Čínského sdružení pro demokratickou národní výstavbu je celostátní sjezd, sjezd schvaluje stanovy strany, volí ústřední výbor a vyslechne zprávu o práci odstupujícího ústředního výboru. Ústřední výbor je nejvyšším orgánem strany mezi sjezdy, schází se každoročně a k běžnému řízení strany volí stálý výbor ústředního výboru včetně jeho předsedy a místopředsedů.
Čínského sdružení pro demokratickou národní výstavbu vydává noviny Ekonomika (Ťing-ťi-ťie, 经济界) a Lidový zpravodaj (Min-sün).
Sdružení tvoří především podnikatelé a kvalifikovaní odborníci pracujících ve výrobě, stavebnictví, finančnictví a obchodu. Roku 2007 mělo přes 108 tisíc členů, k červnu 2022 mělo přibližně 220 000 členů; z tohoto počtu bylo 64,2 % podnikatelů. Téměř 28 000 členů sdružení působilo jako poslanci shromáždění lidových zástupců a členové lidových politických poradních shromáždění na všech úrovních, přes 2400 členů sdružení působilo ve státní správě a soudnictví na okresní nebo vyšší úrovni.
Vedoucím představitelem Čínského sdružení pro demokratickou národní výstavbu je předseda jeho ústředního výboru:
- Chuang Jen-pchej, prosinec 1945 – prosinec 1965;
- neobsazeno, prosinec 1965 –  říjen 1979 (do října 1968 byl úřadujícím předsedou Li Ču-čchen);
- Chu Ťüe-wen, říjen 1979 – prosinec 1987;
- Sun Čchi-meng, prosinec 1987 – prosinec 1996;
- Čcheng S’-wej, prosinec 1996 – prosinec 2007;
- Čchen Čchang-č’, prosinec 2007 – prosinec 2017;
- Chao Ming-ťin, od prosince 2017.